# Felsőzsolca
Felsőzsolca (dawniej: Zsolca) – miasto położone w regionie Borsod-Abaúj-Zemplén, na północy Węgier, w aglomeracji Miszkolca.

## Historia
Pierwsza wzmianka o miejscowości pochodzi z roku 1281, w dokumencie o podziale terytorium pomiędzy Zsolca a Miskolc. W dokumencie ustalono, że granicą tych dwóch miejscowości zawsze będzie rzeka Sajó. W średniowieczu Zsolca było dobrze prosperującą wioską, jednak została ona zniszczona przez Turków. Miejscowość ucierpiała podczas rewolucji przeciw Habsburgom w latach 1848–1849, kiedy Rosjanie (sprzymierzeńcy Habsburgów) spalili całą wioskę. W roku 1867 został wybudowany Zamek Zsolca. Dzięki temu Zsolca stało się drugą miejscowością na Austro-Węgrzech, w której powstał pomnik dla rewolucji Habsburgów.

## Współczesność
W XX wieku komitat Borsod-Abaúj-Zemplén stawał się ważnym ośrodkiem przemysłowym, więc populacja Felsőzsolca rosła. W roku 1980 w wiosce mieszkało 7 tys. osób. W roku 1997 Felsőzsolca otrzymało prawa miejskie.

## Miasta partnerskie
- Kráľovský Chlmec, Słowacja
- Morăreni, Rumunia
- Wyszkowo, Ukraina
- Olsztynek, Polska
- Kanjiža, Serbia
- Izmir, Turcja
- Draganowo, Bułgaria